# 河合小市
河合 小市（かわい こいち、1886年1月5日 - 1955年10月5日）は、日本の技術者、実業家。河合楽器製作所創設者・初代社長。ピアノ製造技師。

## 来歴
浜松市菅原町の車大工の河合谷吉（屋号は「するがや」）の子供に生まれた。幼少の頃から手先が器用で研究心があったという。
河合楽器製作所製グランドピアノの多くに刻まれているK.KAWAIというロゴタイプは小市の名に由来する。

## 家族・親族
河合楽器製作所2代目社長の河合滋は次女の婿。KAISERブランドのピアノ（製造元は日本楽器製造株式会社）で知られる河合楽器株式会社を経営していた河合晋は長女の婿。

## 略歴
- 1897年 11歳で山葉風琴製造所（後の日本楽器、現在のヤマハ）に丁稚入り。山葉寅楠の下でピアノ調律と製造技術を磨いた。
- 1900年 ピアノを国産化する際に大きな課題であった、アクション（打弦機構）を独学で完成。
- 1926年 労働争議の影響で日本楽器製造株式会社を退社。
- 1927年 河合楽器研究所（現在の河合楽器製作所）を創設。
- 1928年 国産アップライトピアノの「堅形A号」を550円で発売。
- 1953年 藍綬褒章を受章。